# هنوک گویتوم
هنوک گویتوم (تیگرینیا: ሄኖከ ጎይትኦም؛ زادهٔ ۲۲ سپتامبر ۱۹۸۴) بازیکن فوتبال اهل اریتره است.

## باشگاهی
از باشگاه‌هایی که در آن بازی کرده‌است می‌توان به باشگاه فوتبال آلمریا، باشگاه فوتبال رئال مورسیا، باشگاه فوتبال اودینزه، باشگاه فوتبال ای‌آی‌کی، باشگاه فوتبال رئال وایادولید و باشگاه فوتبال ختافه اشاره کرد.

## تیم ملی
وی همچنین در تیم ملی فوتبال اریتره بازی کرده‌است.